# Handysize

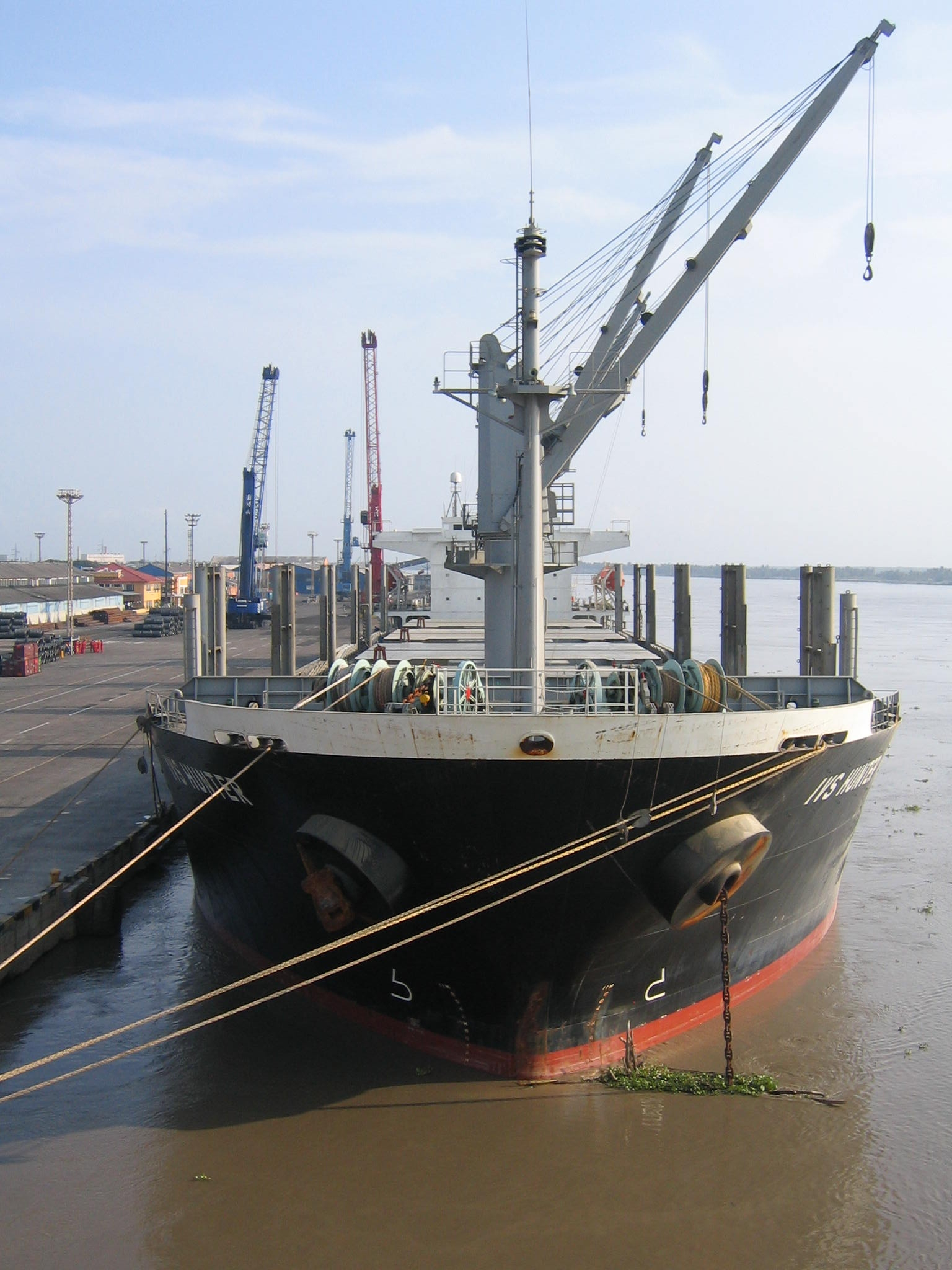
Le IVS Hunter de 20000 tonnes, à quai.

Les navires de taille Handysize sont des vraquiers dont le port en lourd est compris entre 15 000 et 35 000 tonnes ; on trouve les Handymax au-dessus, et il n'y a pas de classe bien définie en dessous : on parle de mini-bulkers (« mini-vraquiers »). Cette catégorie englobe parfois les Handymax, jusqu'à 50 000 tonnes tonnes.
Ces navires sont les plus répandus des vraquiers, avec près de 2000 unités en service pour un port en lourd total de 43 millions de tonnes. Très polyvalents, ils forment aussi la tranche de taille la plus âgée des vraquiers, et sont donc en plein remplacement.